# Marko Verginella
Marko Verginella (Maribor, 6 giugno 1978) è un ex cestista sloveno con cittadinanza italiana.

## Carriera
Ha giocato in Eurolega con l'Alba Berlino, San Pietroburgo e ha vinto un campionato sloveno con l'Olimpia Lubiana.
Nel 1998 ha preso parte agli Europei Under 22 con la nazionale slovena.  Nel 2000 ha vinto il premio come miglior Bosman del campionato svizzero e nel 2007 la Legadue e la Coppa Italia della stessa categoria.

## Palmarès

### Squadra
- Campionato sloveno: 1

Union Olimpija: 1996
- Coppa di Slovenia: 1

Union Olimpija: 1997
- Campionato di Legadue: 1

NSB Rieti: 2006-07
- Coppa Italia di Legadue: 1

NSB Rieti: 2007

### Individuale
- Swiss League Bosman MVP (2000)